# Spinning mule
En spinning mule er en maskine, der bruges til at spinde bomuld og andre fibre. De blev fra det sene 18. til det tidlige 20. århundrede i vid udstrækning brugt i spinderierne i Lancashire og andre steder. Mules blev i par betjent af en arbejder, der blev assisteret af to drenge: den lille piecer og den store eller side piecer. Maskinen bar op til 1320 tene og kunne være 140 fod (46 m) lang, og ville over en afstand på 5 fod (1,5) bevæge sig frem og tilbage fire gange i minuttet..Den blev opfundet af Samuel Crompton mellem 1775 og 1779. I 1825 tog Richard Roberts patent på den selvvirkende (automatisk) mule. Ved dens højdepunkt var der bare i Lancashire 50 millioner mule tene. Moderne versioner benyttes stadig til niche produktion og bruges til at spinde uldne garn fra fornemme og ædle fibre såsom cashmere, ultrafint merino og alpaca til markedet for strikkevarer. 
Spinning mule spinder tekstilfibre om til garn vha. en sporadisk proces. Rovingen bliver i det trækkende slag trukket gennem ruller og bliver snoet; på vej tilbage bliver den svøbt omkring tenen. Dens rival, throstle frame eller ring frame benytter en uafbrudt proces, hvor rovingen bliver trukket, snoet og viklet rundt i en mekanisme. Mulen var den mest almindelige spinderimaskine fra 1790 indtil omkring 1900, og den blev stadig helt frem til de tidlige 1980'erne brugt til fine garn. I 1890 havde et typisk bomuldsspinderi over 60 muler, hver med 1320 ten, som kunne betjenes og opereres fire gange i minuttet i 56 timer om ugen.